# Хоцич
Хоцич (пол. Chocicz, нім. Hermswalde) — село в Польщі, у гміні Любсько Жарського повіту Любуського воєводства.
Населення — 358 осіб (2011).
У 1975-1998 роках село належало до Зеленогурського воєводства.

## Демографія
Демографічна структура станом на 31 березня 2011 року:
|          | Загалом | Допрацездатний вік | Працездатний вік | Постпрацездатний вік |
| -------- | ------- | ------------------ | ---------------- | -------------------- |
| Чоловіки | 175     | 40                 | 128              | 7                    |
| Жінки    | 183     | 45                 | 108              | 30                   |
| Разом    | 358     | 85                 | 236              | 37                   |